# Rudolf Scholder
Rudolf Scholder (* 15. Juni 1896 in Winterlingen; † 20. Dezember 1973 in Pforzheim) war ein deutscher Chemiker (Anorganische Chemie) und Hochschullehrer an der TH Karlsruhe sowie Direktor des dortigen Chemischen Instituts.

## Leben und Wirken
Rudolf Scholder wurde am 15. Juni 1896 als Sohn eines Pfarrers in Winterlingen geboren. Er besuchte hier das Humanistische Gymnasium. Danach besuchte er die evangelischen Seminare in Schöntal und Urach und trat 1914 in das Evangelische Stift in Tübingen ein. Am Ersten Weltkrieg nahm er als Soldat teil. Anschließend studierte er Chemie in Tübingen und Würzburg.
1922 promovierte er bei Rudolf Friedrich Weinland in Würzburg mit dem Prädikat „Summa cum laude“. Seine Dissertation trug den Titel Über Antimonsäure-Benzkatechinverbindungen. Anschließend ging er in die Chemische Industrie, bevor er 1924 eine Assistentenstelle bei Rudolf Pummerer in Greifswald annahm. 1926 wechselte er zur Universität Erlangen und wurde hier Assistent für Anorganische Chemie. 1927 habilitierte er sich in Erlangen mit der Arbeit Über Oxalat-Komplexe, später habilitierte er sich in Halle um.
Ab 1932 übernahm er die Leitung der Anorganischen Abteilung am chemischen Institut der Universität Halle. Im folgenden Jahr trat Rudolf Scholder in die NSDAP ein (Mitgliedsnummer 2.255.343). 1934 wurde er zum außerordentlichen Professor ernannt. In dieser Position nahm er die stellvertretenden Ordinariate für Chemie der Universitäten Halle und Königsberg wahr. Im Jahr 1937 wird er ordentlicher Professor der Chemie und Direktor des Chemischen Instituts der T.H. Karlsruhe.
Er nahm drei Jahre am Zweiten Weltkrieg als Reserveoffizier teil und begann ab 1945 mit dem Wiederaufbau seines zerstörten Instituts. Sein Institut war eines der ersten Institute an der T.H. Karlsruhe, das wieder funktionstüchtig war. In den Jahren 1954–1956 war er Rektor der T.H. Karlsruhe.
Er ist der Vater des Theologieprofessors Klaus Scholder (1930–1985) in Tübingen.

## Werk
Das Hauptarbeitsgebiet Rudolf Scholders war die Komplexchemie. Die Mehrzahl seiner Arbeiten erscheinen in der Zeitschrift für Anorganische und allgemeine Chemie. Es erscheinen ab 1923 mehr als 30 Veröffentlichungen.
Seine Arbeiten lassen sich in zwei Hauptgebiete einteilen. Erstens untersuchte er die Vorgänge beim Auflösen von Metallen, Metalloxiden und Metallhydroxiden in Alkalilaugen.
Zweitens beschäftigte er sich mit den Reaktionen zwischen Oxiden und Hydroxiden von Metallen bei hoher Temperatur, bei denen Oxosalzen gebildet werden. Bei dieser Forschung fand er heraus, dass Oxosalze in bis dahin unbekannten „Anomalen Wertigkeiten“ vorliegen, und er synthetisierte zahlreich neue Oxo-Komplexe.

## Ehrungen
Für seine Arbeit an den Oxosalzen wurde ihm am 1. Juni 1958 von der Gesellschaft Deutscher Chemiker der Alfred-Stock-Gedächtnispreis verliehen. 1961 wurde er Mitglied der Heidelberger Akademie der Wissenschaften.